# Friedrich Adolph Nobert

Friedrich Adolph Nobert

Friedrich Adolph Nobert (* 17. Januar 1806 in Barth; † 21. Februar 1881 in Barth) war ein deutscher Mechaniker und Optiker. Mit seinen Erfindungen und Leistungen begründete er eine neue Epoche in der Fertigung und Prüfung von Mikroskopen.

## Leben
Friedrich Adolph Nobert war der Sohn des Barther Uhrmachers Johann Friedrich Nobert und dessen Ehefrau Elisabeth, geb. Teez. Er besuchte die Volksschule in Barth und ging anschließend bei seinem Vater in die Lehre. Bereits in dieser Zeit entwickelte er eine Taschenuhr mit Sekundenzeiger und Kompensation der Einflüsse von  Temperatur und Lage, die er zur Berliner Gewerbeausstellung im Jahr 1827 sandte. Die Uhr wurde besonders ausgezeichnet und brachte ihm die Bekanntschaft des Astronomen Johann Franz Encke, dem Direktor der Berliner Sternwarte, mit dem er korrespondierte. Mehrere Wissenschaftler der Universität Greifswald ermöglichten ihm den Zugang zur Universitätsbibliothek und den Umgang mit der Instrumentensammlung.
Er entwickelte astronomische Präzisionspendeluhren, mit denen er 1829 die geografische Länge von Barth bestimmen konnte. Ein Stipendium ermöglichte ihm das Studium am Berliner Gewerbeinstitut, das er 1833 abschloss. 1835 wurde er in Greifswald ansässig, wo er eine Stelle als Universitäts-Mechaniker angenommen hatte. Nach dem Tod seines Vaters ging er 1850 mit seiner Frau Mathilde, geb. Saeg, zurück nach Barth, wo er die väterliche optische und mechanische Werkstatt übernahm.
Um die Mitte des 19. Jahrhunderts arbeitete er an der Vervollkommnung einer Kreisteilmaschine, mit der er ausgezeichnete Leistungen erzielte. Gleichzeitig entwickelte er eine Maschine für Längsteilung, mit der er parallele Linien mittels Diamantnadel auf Glas gravierte. Es gelang ihm, fein geteilte Glasgitter mit einem Linienabstand von nur noch 0,11 Mikrometern herzustellen, mit denen er die Grenzen der Leistungsfähigkeit optischer Mikroskope erreichte. Erst 1966 konnten diese Linien mittels Elektronenmikroskop sichtbar gemacht werden. Diese Beugungsgitter, bekannt als „Nobertsche Probeplatten“ mit unterschiedlichen Liniensystemen, dienten zur Prüfung des Auflösungsvermögens der Mikroskope. Jahrzehntelang war nur er in der Lage, die fein geteilten Prüfobjekte herzustellen.
Nobert stellte selbst leistungsfähige Mikroskope, Schiffschronometer, Haus- und Standuhren her, die wegen ihrer Genauigkeit sehr gefragt waren. Er erledigte alle Arbeiten selbst, ohne einen Gehilfen zu haben. Es gelang ihm, bedeutende Verbesserungen bei der  Farbbestimmung der Sterne zu erreichen, die für Aufsehen in Fachkreisen sorgten.
Im Deutschen Optischen Museum in Jena befinden sich, neben zweien seiner Mikroskope, Originale seiner wertvollen Teilungsgitter. Außerdem besitzt das Museum Abschriften seiner Aufsätze: „Das Nobertsche Mikroskop“ (1861) und „Studien über das Nobertsche Mikroskop“ (revidiert 1872). Seine Teilmaschine soll in die USA verkauft worden sein.

## Ehrungen
Am ersten Haupteingang des Barther Friedhofs befand sich ein Gedenkstein für Friedrich Adolph Nobert, nach dem in Barth eine Straße und eine Schule benannt sind. Am 17. Januar 2012 wurde er zum Ehrenbürger der Stadt Barth ernannt.